# Nombre plastique
Le nombre plastique, de symbole ψ (à lire psi), est l'unique solution réelle de l'équation du troisième degré :
C'est un entier algébrique de degré 3, qui s'exprime par radicaux imbriqués :
et dont une valeur approchée est 1,3247.
À l'instar du nombre d'or, il est à la base d'un système de proportions qui fait partie d’une méthode générale de conception en arts plastiques. En ce qui concerne le nombre plastique, ce système a été introduit par Hans van der Laan (1904-1991), moine bénédictin et architecte des Pays-Bas. Il fut également étudié par l’ingénieur polytechnicien français Gérard Cordonnier, qui appelle ce nombre le nombre radiant.
Le nombre plastique est lié à la suite de Padovan.

## Propriétés algébriques
Le nombre plastique est la solution réelle de l'équation x3 = x + 1. Il s'exprime donc comme itération infinie de racines cubiques :
{\displaystyle \psi ={\sqrt[{3}]{1+{\sqrt[{3}]{1+{\sqrt[{3}]{1+{\sqrt[{3}]{1+\cdots }}}}}}}}}.
Les deux autres solutions de l'équation sont deux nombres complexes conjugués, racines de l'équation du second degré x2 + ψx + 1/ψ = 0. Le nombre ψ est le plus petit nombre de Pisot.
De l'égalité ψ3 = ψ + 1, on déduit :
{\displaystyle \forall n\in \mathbb {Z} \quad \psi ^{n}=P_{n-4}\psi ^{2}+P_{n-3}\psi +P_{n-5}}
où (Pn) est la suite de Padovan (prolongée de façon naturelle aux indices négatifs).
Par exemple :
{\displaystyle \psi ^{4}=\psi ^{2}+\psi },
{\displaystyle \psi ^{5}=\psi ^{2}+\psi +1},
égalités directement liées au découpage d'un segment imaginé par Gérard Cordonnier (voir infra).
On peut citer aussi
{\displaystyle \psi ^{-4}=\psi -1},
qui fait de ψ le seul nombre à être, avec le nombre d'or, un nombre morphique. Un nombre morphique est un nombre réel qui est solution conjointe de deux équations de la forme 
{\displaystyle x^{n}=x+1\quad {\text{  et  }}\quad x^{-p}=x-1}
où n et p sont des entiers naturels non nuls.
Ce résultat fut démontré en 2001 par Jan Aarts, Robbert Fokkink et Godfried Kruijtzer.
Le nombre ψ est la limite de la suite des quotients de termes consécutifs de la suite de Padovan
{\displaystyle {\frac {1}{1}},\,{\frac {1}{1}},\,{\frac {2}{1}},\,{\frac {2}{2}},\,{\frac {3}{2}},\,{\frac {4}{3}},\,{\frac {5}{4}},\,{\frac {7}{5}},\,{\frac {9}{7}},\,{\frac {12}{9}},\,{\frac {16}{12}},\,{\frac {21}{16}},\,{\frac {28}{21}},\,{\frac {37}{28}},\,{\frac {49}{37}},\,{\frac {65}{49}},\,{\frac {86}{65}},\,{\frac {114}{86}},\,{\frac {151}{114}},\,{\frac {200}{151}},\,{\frac {265}{200}},\,\dots }
Les deux derniers quotients fournissent un encadrement de ψ inférieur à 5 × 10–4.
Certaines puissances de ψ s'expriment comme sommes de séries géométriques[réf. souhaitée] : pour p > 0, on a
{\displaystyle \sum _{k=0}^{\infty }{\frac {1}{\psi ^{pk}}}={\frac {\psi ^{p}}{\psi ^{p}-1}}=\psi ^{q}} si et seulement si {\displaystyle \psi ^{p}+\psi ^{q}=\psi ^{p+q}} (exemples : (p, q) = (1, 5), (2, 3), (3, –1), (3, 2), (5, 1)).

## Propriétés géométriques

Découpage d'un segment selon Gérard Cordonnier.

En 1924, Gérard Cordonnier invente une variante de la division d'un segment entre moyenne et extrême raison en imaginant le découpage d'un segment en trois parties définissant 6 sections en progression géométrique. Il démontre que la progression géométrique est de rapport ψ, racine du polynôme X3 – X – 1. Il appelle ce nombre « nombre radiant » et en étudie les propriétés tant mathématiques qu'esthétiques et symboliques. En 1958, il décide d'écrire un livre, Au-delà du nombre d'or : le nombre radiant, qu'il n'aura jamais le temps de terminer.

Pavés en proportion de ψ.

D'après l'architecte et moine Hans van der Laan, les dimensions respectives de deux objets sont perceptibles lorsque la plus grande dimension d'un objet est égale à la somme des deux plus petites dimensions de l'autre. Le principe est de construire une pièce dont les dimensions soient telles que, quand on remplace la plus petite dimension par la somme des deux plus petites, on obtient la plus grande dimension d'une pièce de mêmes proportions que la précédente. Si on appelle l1 ≤ l2 ≤ l3 les trois dimensions de la pièce, cette condition se traduit par :
(l1, l2, l3) et (l2, l3, l1 + l2) sont proportionnels,
soit encore :
{\displaystyle {\frac {l_{2}}{l_{1}}}={\frac {l_{3}}{l_{2}}}={\frac {l_{1}+l_{2}}{l_{3}}}}.
Si l'on appelle ψ le rapport l2 / l1, ces égalités se traduisent par 
{\displaystyle l_{2}=\psi l_{1}\quad l_{3}=\psi ^{2}l_{1}\quad 1+\psi =\psi ^{3}}
où l'on reconnait en ψ l'unique racine réelle de X3 – X – 1.
Les dimensions de la pièce en question sont, donc, en rapport de ψ.
L'architecte Padovan, reprenant les calculs de Van der Laan, montre qu'en partant d'un cube et, en remplaçant systématiquement la plus petite des dimensions par la somme des deux plus grandes, on obtient, au bout de plusieurs itérations, un pavé dont les dimensions se rapprochent de celles d'un pavé recherché. Il construit à cet effet une suite qui porte son nom.
Cette construction est à rapprocher de celle du rectangle d'or, en dimension 2, et de la suite de Fibonacci. Cette ressemblance fait dire à Ian Stewart que le nombre plastique est le « cousin du nombre d'or ».